# 安化公主 (明朝)

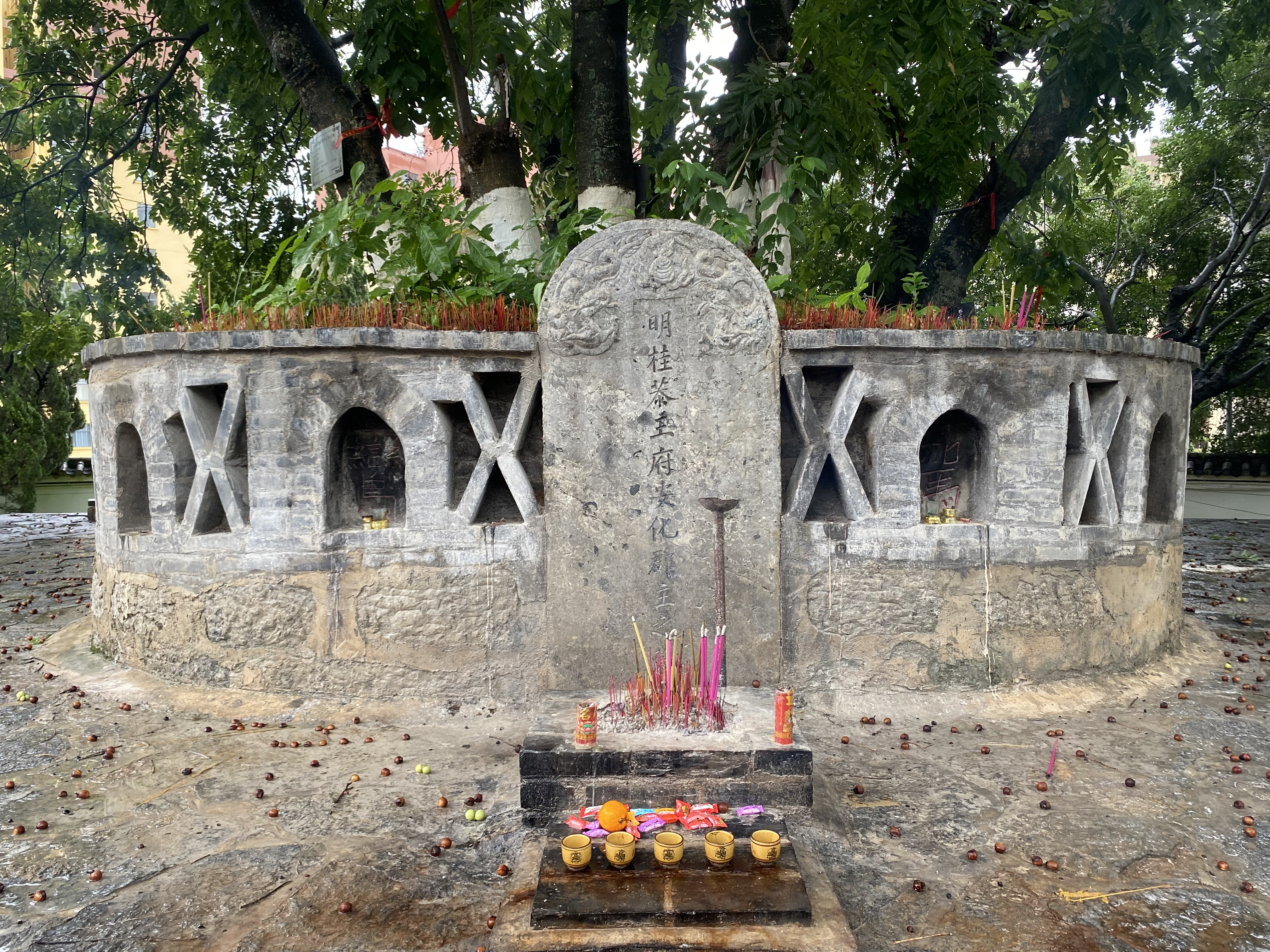
广南县安化郡主墓

安化公主（?—?），南明公主。因为南明史籍缺载，所以关于安化公主的记载比较混乱。一种可靠的说法她是桂王朱常瀛的女儿，永曆帝朱由榔的姐妹，廣德公主的姐姐。在永历朝廷流浪途中，留在富州皈朝（今云南省富宁县归朝镇），另说广南革农村（今云南省广南县莲城镇太平寨）。在永历帝被杀後，她因悲痛而逝。革农村民为其建造“明桂恭王府安化郡主之墓”，并在每年农历四月第一个寅日祭祀，称“接皇姑”，后于墓前建皇姑庙。